# Altiport Henri-Giraud
L'altiport Henri-Giraud, anciennement altiport de l'Alpe d'Huez, (code IATA : AHZ • code OACI : LFHU) est un altiport agréé à usage restreint, situé à 1,9 km à l'est-nord-est d'Huez dans l'Isère (région Rhône-Alpes, France).
Il est utilisé pour le secours en montagne et le transport sanitaire et pour la pratique d'activités de loisirs et de tourisme (aviation légère).

## Histoire
La station de sports d'hiver de l'Alpe d'Huez a été retenu comme site de compétitions des Jeux Olympiques d'Hiver de Grenoble de 1968.
Ainsi débute en 1967, l'aménagement d'un altiport situé à deux kilomètres de la station au cœur du Massif des Grandes rousses, en disposant d'une piste de 440 mètres bituminée pour l'été et enneigée en hiver. La compagnie aérienne française Air Alpes est chargé par la municipalité de l'Alpe d'Huez de la définition et du suivi de la construction de l'altiport. L'aérogare qui y sera installée est le chalet aérogare de Courchevel.
L'altiport ouvre le 20 aout 1968.
Il verra passer des lignes régulières vers Grenoble, Nice, Chambéry et Lyon par les compagnies Air Alpes, Air Dauphiné ou Auxiair.
Le 15 avril 2000, l'altiport est baptisé altiport Henri-Giraud du nom de l'aviateur Henri Giraud, pionnier et passionné du vol en montagne. Il permit d'ailleurs, grâce à son expérience de créer la réglementation du vol en montagne.

## Installations
L'altiport dispose d'une piste bitumée orientée est-ouest (06/24), longue de 448 mètres et large de 30.
Il est ouvert à l'année et la qualification montagne est requise.
Son altitude est de 1 812 mètres (5 945 ft) au seuil et de 1 860 mètres (6 103 ft) au sommet. La pente moyenne de la partie centrale est de 15,5 %.
L'altiport n'est pas contrôlé. Les communications s'effectuent en auto-information sur la fréquence de 120,605 MHz.
S'y ajoutent :
- une aire de stationnement ;
- des hangars ;
- une station d'avitaillement en carburant (100LL et Jet A1) ;
- un restaurant[5].

## Activités

### Transports
L'altiport n'accueille plus de ligne régulière.
Dès l'ouverture de l'altiport, la compagnie Air Alpes y assurrait des vols notamment vers Grenoble en Pilatus PC-6. En 1971, Air Alpes assure la ligne Nice - Grenoble - Alpe d'Huez puis en 1972, entre Chambéry et Alpe d'Huez.
Entre 1979 et 1979, la compagnie aérienne française Auxiair assurait la ligne vers Lyon-Satolas en Jodel D-140. elle assurait la ligne quotidiennement à l'hiver 1976 et 1977 en Britten Norman Islander immatriculé F-BUIN (loué à Rousseau Aviation).

### Loisirs et tourisme
- École de Vol Montagne Alpe d'Huez (EVM)

### Sociétés implantées
- Groupe SAF HELICAP (secours en montagne, transport sanitaire)

## Galerie

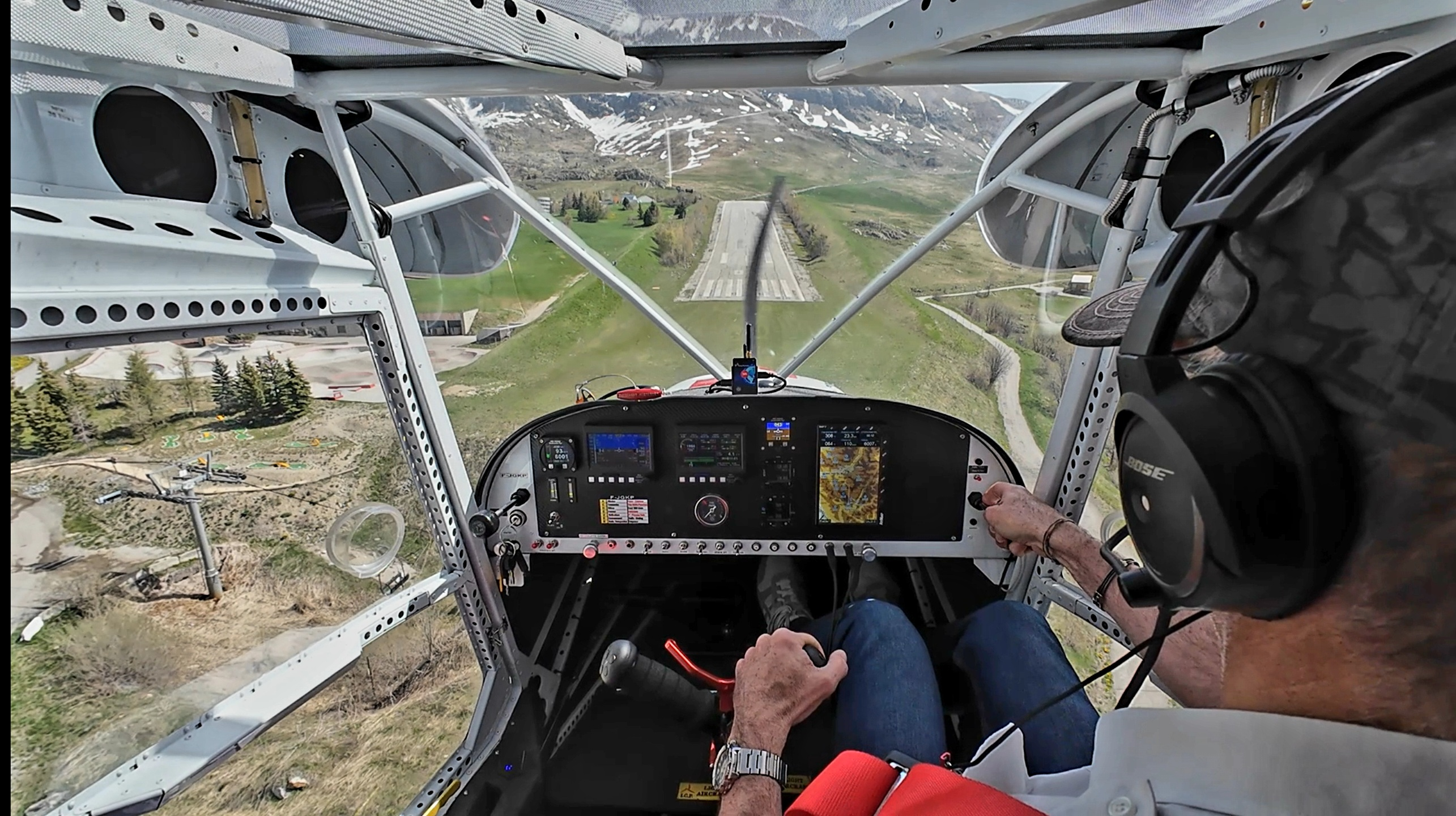
Atterrissage à l'altiport Henri-Giraud.